# Val d'Ille Classic
La Val d'Ille U Classic 35 est une ancienne course cycliste d'un jour masculine qui se déroule à La Mézière (Ille-et-Vilaine), en France.
À sa création en 2001, cette course est réservée aux amateurs. Elle figure au calendrier de la Coupe de France des clubs en 2009. Elle est ouverte aux professionnels à partir de 2010 et est classée dans l'UCI Europe Tour en catégorie 1.2. Elle est par conséquent ouverte aux équipes continentales professionnelles françaises, aux équipes continentales, à des équipes nationales et à des équipes régionales ou de clubs. Les UCI ProTeams (première division) ne peuvent pas participer. Candidate à une promotion en catégorie 1.1 en 2012, elle a reçu une réponse négative de l'Union cycliste internationale « en raison du nombre trop faible d'équipes étrangères engagées sur les deux dernières éditions ».
La Val d'Ille U Classic 35 est organisée par l'association Les Rayons du Val d'Ille, qui récolte des fonds pour la lutte contre la spondylarthrite ankylosante.

## Palmarès
| Année                                | Vainqueur         | Deuxième            | Troisième             |
| Course amateur - calendrier national |                   |                     |                       |
| ------------------------------------ | ----------------- | ------------------- | --------------------- |
| 2001                                 | Julien Roussel    |                     |                       |
| 2002                                 | Freddy Bichot     |                     |                       |
| 2003                                 | Alexandre Urbain  |                     |                       |
| 2004                                 | Cyril Vitry       | Yannick Piriou      | Benjamin Derrien      |
| 2005                                 | Guillaume Duval   | Guillaume Le Floch  | Yves Delarue          |
| 2006                                 | Cédric Hervé      | Yoann Offredo       | Jean-Philippe Ribault |
| 2007                                 | David Piva        | Stéphane Bonsergent | Guillaume Blot        |
| 2008                                 | Mickaël Renou     | Nicolas Jouanno     | Gaël Malacarne        |
| 2009                                 | Yannick Martinez  | Morgan Kneisky      | Arnaud Molmy          |
| UCI Europe Tour                      |                   |                     |                       |
| 2010                                 | Jimmy Casper      | Yohann Gène         | Benjamin Verraes      |
| 2011                                 | Guillaume Louyest | Thomas Bouteille    | David Chopin          |
| 2012                                 | Éric Berthou      | Maxime Le Montagner | Benjamin Verraes      |
| 2013                                 | Nacer Bouhanni    | Bryan Coquard       | Yauheni Hutarovich    |
| 2014                                 | non disputé       |                     |                       |